# Oostelijke putter
De oostelijke putter  (Carduelis caniceps) is een zangvogel uit de familie der vinkachtigen. De vogel werd in 1831 door de Ierse vogelkundige Nicholas Aylward Vigors geldig als aparte soort beschreven, maar werd daarna lange tijd beschouwd als ondersoort van de putter als Carduelis carduelis caniceps.

## Herkenning

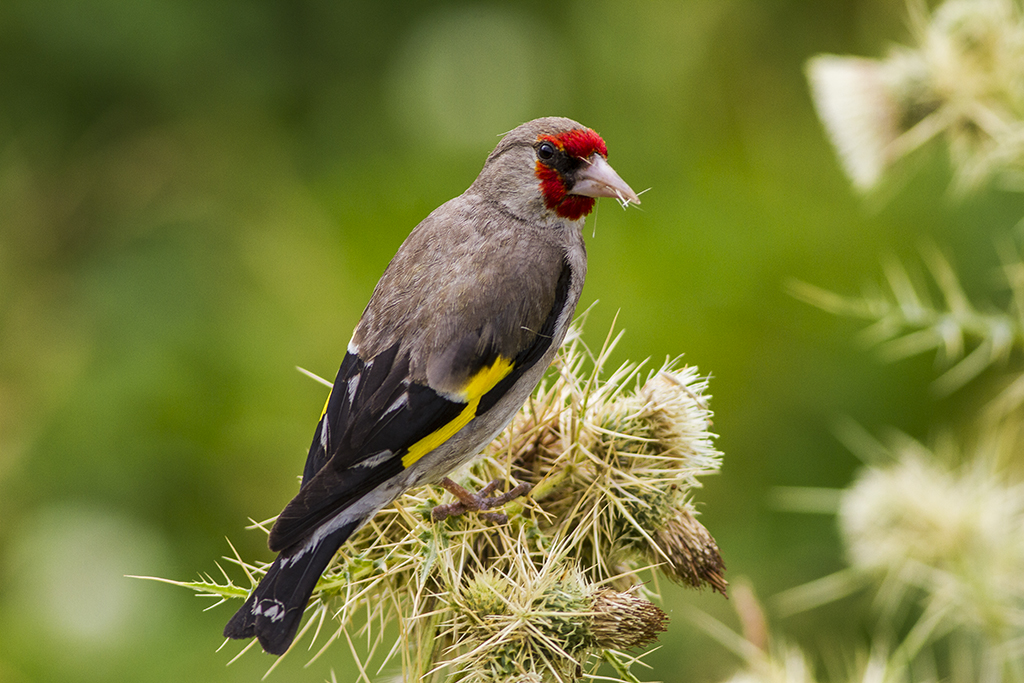
Mannetje van de oostelijke putter, ondersoort C. c. caniceps in Himachal Pradesh (India)

De vogel is 10,5 tot 13 cm lang. De oosterse putter lijkt op de putter, maar is overwegend wat lichter, meer grijsbruin en mist de duidelijke koptekening, dus geen witte en zwarte band achter de kop.

## Ondersoorten
Er zijn vier ondersoorten:
- C. c. caniceps Vigors, 1831; van het westen van Pakistan tot het noordwesten van de Himalaya, het zuidwesten van Tibet en Nepal
- C. c. paropanisi Kollibay, 1910; van het westen van Turkmenistan en Oost-Iran tot het noordwesten van China
- C. c. subulata (Gloger, 1833); het noordoosten van Kazachstan, Zuidcentraal-Siberië en het westen van Mongolië
- C. c. ultima Koelz, 1949; het zuiden van Iran.

### Leefgebieden en status
De leefgebieden van deze soort liggen in open, licht beboste terreinen, gebieden met struikgewas, agrarisch gebied en in tuinen van zowel agrarisch als stedelijk gebied. De vogel staat als niet bedreigd op de rode lijst van de IUCN.